# Cissus cactiformis
Espèce
Synonymes
- Cissus cactiforme[2]

Cissus cactiformis est une espèce de plantes grasses de la famille des Vitaceae (à laquelle appartient aussi la vigne).